# معادلة مستقيم

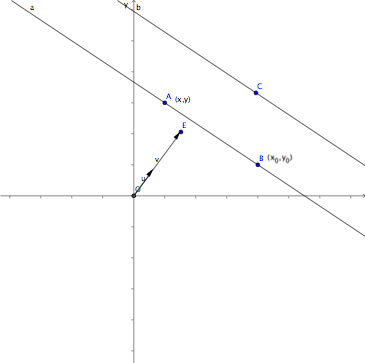

معادلة الخط المستقيم معادلة من الدرجة الأولى ذات مجاهيل إحداثية، حلها يمثل ذلك المستقيم.
على المستوى
{\displaystyle \{(x,y)\in \mathbb {R} ^{2}\ |\ ax+by+c=0\}}
في الفضاء
{\displaystyle {\begin{cases}ax+by+cz+d=0\\a'x+b'y+c'z+d'=0\end{cases}}}
ويمكن ايجاد معادلة المستقيم في المستوى بعدد من الطرق المعتمدة على معطيات السؤال وهذه الطرق هي:
- أولا: معادلة المستقيم المار بنقطة احداثياتها (x1 ، y1) وميله معلوم (m) هي:

{\displaystyle m={\frac {y_{2}-y_{1}}{x_{2}-x_{1}}}}
ومثال ذلك معادلة المستقيم المار بالنقطة (2،5) وميله 3 هي: 
{\displaystyle 3={\frac {y-5}{x-2}}}
وبحل المعادلة نصل لـ
{\displaystyle y=3x-1}
- ثانيا: معادلة المستقيم المار بالنقطتين ِ(x1 ، y1) ،(x2 ، y2) هي:

{\displaystyle {\frac {y-y_{1}}{x-x_{1}}}={\frac {y_{2}-y_{1}}{x_{2}-x_{1}}}}
ومثال ذلك معادلة المستقيم المار بالنقطتين (0 ، 1)، (2 ،3) هي:
{\displaystyle {\frac {y-0}{x-1}}={\frac {2-0}{3-1}}}
وبحل المعادلة ينتج:
{\displaystyle y=x-1}
- ثالثا: معادلة المستقيم إذا علم الميل (m) والمقطع الصادي (b) هي:

{\displaystyle y=mx+b}
ومثال ذلك معادلة المستقيم الذي ميله 2 ويقطع محور الصادات عند 3 هي:
{\displaystyle y=2x+3}
- رابعا: معادلة المستقيم إذا علم المقطعين السيني (x0) والصادي (y0) هي:

{\displaystyle {\frac {x}{x_{0}}}+{\frac {y}{y_{0}}}=1}
ومثال ذلك معادلة المستقيم الذي مقطعه السيني 2 والصادي 3 هي:
{\displaystyle {\frac {x}{2}}+{\frac {y}{3}}=1}
وبحل المعادلة نصل إلى:
{\displaystyle y=-{\frac {3}{2}}x+3}
- خامسا: الصورة العامة لمعادلة المستقيم هي :

{\displaystyle ax+by+c=0}
```
حيث a،b،c أعداد حقيقية وa،b لا تساويان صفر
```